# Karaabalı
Karaabalı (auch: Karabalı) ist ein Dorf in der zentralanatolischen Provinz Yozgat. Die Ortschaft gehört zum Landkreis Sorgun und liegt ca. 9 km nördlich der Kreishauptstadt. Karaabalı liegt zwischen zwei Hügeln in einem Tal auf 1230 m über dem Meeresspiegel.
Karaabalı hatte im Jahr 2010 insgesamt 189 Einwohner. Seit dem Jahr 1960 verließen zahlreiche Einwohner das Dorf. In Hamburg-Bergedorf  leben ca. 300 ehemalige Einwohner Karaabalıs.
Die Ortschaft wurde im 19. Jahrhundert gegründet. Die erste Grundschule erhielt  Karaabalı im Jahr 1962.